# Noorderveld
Noorderveld is een polder en voormalige buurtschap ten noorden van Wormerveer. Van oorsprong was dit een groot gebied met het voor Holland zo bekende slotenpatroon zoals dat tegenwoordig nog terug te vinden is in bijvoorbeeld het Wormer- en Jisperveld. Door de oprukkende steden en industriebouw van vooral Wormerveer is er tegenwoordig weinig meer van het Noorderveld over. Onlangs, ongeveer in 2001, werd het laatste stuk weiland een industrieterrein.

## Geschiedenis
Het Noorderveld was van oorsprong moeras. Door de landwinningen die vanaf het begin van de jaartelling plaatsvonden is het karakteristieke slotenpatroon ontstaan. Gelukkig is het gebied nooit ten prooi gevallen aan het water, zoals dat bijvoorbeeld wel met de meren Beemster en Schermer is gebeurd.
Vroeger behoorde het Noorderveld tot een veel groter gebied. Het oergebied, dat voor zover bekend nooit een naam heeft gehad, strekte zich met de klok mee uit van het huidige Markerveld in het noorden, langs de Zaan naar beneden tot het ij, daar waar nu het Guisveld ligt. Vanaf hier liep het naar het westen tot het punt waar het ij in een bocht naar boven liep, ten zuidwesten van Assendelft, vandaar omhoog langs het ij, langs Krommenie, om te eindigen bij het Alkmaardermeer / Langemeer. Daar sloot het weer aan op de Markerpolder.
Door de loop der eeuwen is er echter opmerkelijk veel veranderd in dit gebied waardoor het eigenlijk in vele "kleine" gebieden is uiteengevallen. Zo is ten eerste in de 17e eeuw de Nauernasche Vaart gegraven om het boezempeil van de Schermer beter te kunnen controleren. De Nauernasche vaart begon bij het Markerveld en liep helemaal door naar het zuiden naar het ij, wat later grotendeels is ingepolderd en waarvan nu nog het Noordzeekanaal over is. Door deze vaart werd het gebied letterlijk in tweeën gesplitst.
Aan het einde van de 19e eeuw begon de trein zijn opmars. Er werd een spoorlijn aangelegd die van Alkmaar naar Amsterdam ging en deze ging dan ook dwars door het poldergebied. Hierdoor werd opnieuw het gebied in tweeën gesplitst, nu alleen horizontaal. Na de aanleg van deze spoorlijn hebben het Guisveld en het Noorderveld hun uiteindelijke grootte gekregen. Er zou echter nog veel veranderen.
Wormerveer was in die tijd namelijk, vanwege zijn ligging aan de Zaan, een behoorlijk welvarend dorp geworden. Hierdoor kwamen er steeds meer mensen te wonen en was het dorp gedwongen uit te breidden. Het dorp liep van oorsprong alleen langs de Zaan, maar nu, ongeveer tussen 1900 en 1920, begon het het weiland in te trekken. Dit begon eerst natuurlijk langzaam, maar ging steeds sneller. In 1980 was ongeveer de helft van het Noorderveld bebouwd. In het Guisveld is door Wormerveer zo goed als nooit gebouwd, blijkbaar was de spoorlijn een te grote barrière.
Omstreeks 1950 is er overigens ook nog een snelweg aangelegd. Deze liep op ongeveer 100 meter afstand parallel aan de Nauernasche vaart en heeft dus opnieuw een stuk van het Noorderveld afgesneden. Dit kleine afgesneden gebied werd in de jaren 70 industriegebied en werd Molletjesveer genoemd, naar het gehucht dat er in lag.
Omstreeks het jaar 2000 is het laatste gedeelte van het Noorderveld industriegebied geworden.

## Bijzonderheden
Door de gunstige ligging van het Noorderveld aan zowel de Zaan als de Nauernasche vaart was er al sinds een aantal eeuwen aardige interesse van industrie. Zaandam was uiteraard het centrum van deze industrie, maar het had veel invloed op de gebieden die in de buurt lagen. Zo ook op Wormerveer het daarbij behorende Noorderveld.
De industrie was in die tijd uiteraard veel anders dan hoe wij het nu kennen. Het waren namelijk voornamelijk molens (waar de Zaanstreek ook bekend om staat). Tot in het noordelijkste puntje van het Noorderveld stonden langs het water industriemolens voor allerlei doeleinden, zoals het maken van meel, het slaan van olie, het zagen van hout, enz. In de loop der tijd zijn er een aantal bedrijven uitgegroeid tot, voor die tijd, multinationals, andere verdwenen. Halverwege de 19e eeuw werden er naast de molens grote houten schuren neergezet om meer productie aan te kunnen. Uiteindelijk werden dit (ook door de komst van stoom en later elektriciteit, wat een nog grotere productie mogelijk maakte) steeds grotere stenen gebouwen en de molens verdwenen.
In het Noorderveld stonden uiteindelijk twee grote fabrieken die toentertijd een begrip waren en werk boden aan vele mensen uit de regio. Dit was ten eerste oliefabriek  De Vrede, gelegen aan de Nauernasche vaart, nabij Westknollendam en de Starnmeer, deze fabriek is in 1991 opgeheven en gesloopt. De andere fabriek was meelfabriek  De Vlyt, van oorsprong onderdeel van de fabrieken van Wessanen. De fabriek bestaat nog steeds maar is nu in handen van Meneba. Omstreeks 1950 is hier opmerkelijk genoeg nog eentje bijgekomen: veevoederfabriek De Ster (later Brokking). De Ster is echter sinds halverwege de jaren 90 al niet meer in gebruik en staat momenteel leeg, wachtend op wellicht de slopershamer, wellicht een mooiere bestemming.
Foto's van de regio Zaanstreek, en dus ook van het Noorderveld en de fabrieken zijn te vinden via de onderstaande link.